# Pitcairnia calatheoides
Pitcairnia calatheoides là một loài thực vật có hoa trong họ Bromeliaceae. Loài này được L.B.Sm. miêu tả khoa học đầu tiên năm 1937.